# 時の流れに (ポール・サイモンの曲)
「時の流れに」（原題： Still Crazy After All These Years）は、ポール・サイモンが作詞作曲し1975年に発表した楽曲。

## 概要
1975年10月25日発売のアルバム『時の流れに』の1曲目に収録された。翌1976年4月にシングルカットされる。B面は1975年12月27日にBBC-TVの番組『The Songs Of Paul Simon』で演奏された「きみの愛のために（I Do It For Your Love）」のライヴ・ヴァージョン（オリジナル・アルバム未収録）。
同年5月29日付のビルボード・Hot 100で40位を記録した。ビルボードのイージーリスニング・チャートでは6月5日から6月12日にかけて2週連続で5位を記録した。
アルバムには非常に多くのミュージシャンが参加しているが、本作品の土台はマッスル・ショールズ・リズム・セクションのメンバーによって作られた。すなわちバリー・バケットがエレクトリック・ピアノを奏で、デヴィッド・フッドがベースを弾き、ロジャー・ホーキンスがドラムを叩いた。間奏のサックスはマイケル・ブレッカーである。
サイモンは1974年に『ディック・カヴェット・ショー』に出演した折、未完成だった本作品の一部を披露している。

## カバー・バージョン
- サイモン&ガーファンクル - 1982年のライブ・アルバム『The Concert in Central Park』に収録。
- レイ・チャールズ - 1993年のアルバム『My World』に収録。
- スザンナ・マッコークル - 1993年のアルバム『From Bessie to Brazil』に収録。
- ローズマリー・クルーニー - 1994年のアルバム『Still on the Road』に収録。
- カレン・カーペンター - 1979年5月から1980年1月にかけて行われたソロ・アルバム用のレコーディング・セッションで録音されたが、生前には発表されなかった。1996年発売のアルバム『遠い初恋』に収録。
- ジャッキー・アレン - 2003年のアルバム『The Men in My Life』に収録。
- 畠山美由紀 - 2004年のライブ・アルバム『LIVE AT GLORIA CHAPEL -The Great American Songbook-』に収録。